# Joanna Borzęcka
Joanna Borzęcka (ur. 1970) – polska poetka.
Nominowana do Nagrody Głównej w XV Ogólnopolskim Konkursie Poetyckim im. Jacka Bierezina 2009. Laureatka Nagrody Poetyckiej im. Kazimiery Iłłakowiczówny 2011 na najlepszy poetycki debiut roku za tom Slalom songs (K.I.T. Stowarzyszenie Żywych Poetów, Brzeg 2011). Publikowała m.in. w Arteriach, Nowej Okolicy Poetów, Studium, Twórczości.